# 私立学校教職員共済法
私立学校教職員共済法（しりつがっこうきょうしょくいんきょうさいほう、昭和28年8月21日法律第245号）は、私立学校教職員の相互扶助事業として、私立学校教職員の病気、負傷、出産、休業、災害、退職、障害もしくは死亡またはその被扶養者の病気、負傷、出産、死亡もしくは災害に関する給付および福祉事業を行う共済制度（以下「私立学校教職員共済制度」という）を設け、私立学校教職員の福利厚生を図り、もって私立学校教育の振興に資することに関する法律である。制定当時の題名は「私立学校教職員共済組合法」であり、私立学校教職員の共済事業のために、私立学校教職員共済組合が設立されていたが、日本私学振興財団と私立学校教職員共済組合とを統合して日本私立学校振興・共済事業団となったときに題名が改正された。

## 構成
- 第一章　総則（第1条―第6条）
- 第二章　削除
- 第三章　共済運営委員会（第12条・第13条）
- 第四章　加入者（第14条―第17条）
- 第五章　給付及び福祉事業
  - 第一節　削除
  - 第二節　給付（第20条―第25条）
  - 第三節　福祉事業（第26条）
- 第六章　掛金並びに国及び都道府県の補助（第27条―第35条）
- 第七章　共済審査会（第36条―第38条）
- 第八章　高齢の教職員等に係る特例（第39条―第45条）
- 第九章　雑則（第46条―第49条）
- 第十章　罰則（第50条―第52条）
- 附則